# Wipperdurchbruch
Koordinaten: 51° 19′ 2″ N, 11° 2′ 55″ O
Mit Wipperdurchbruch wird das enge und windungsreiche Durchbruchstal der Wipper durch die Hainleite bezeichnet. Es ist auch Namensgeber für ein Naturschutzgebiet im Kyffhäuserkreis und im Landkreis Sömmerda in Thüringen.

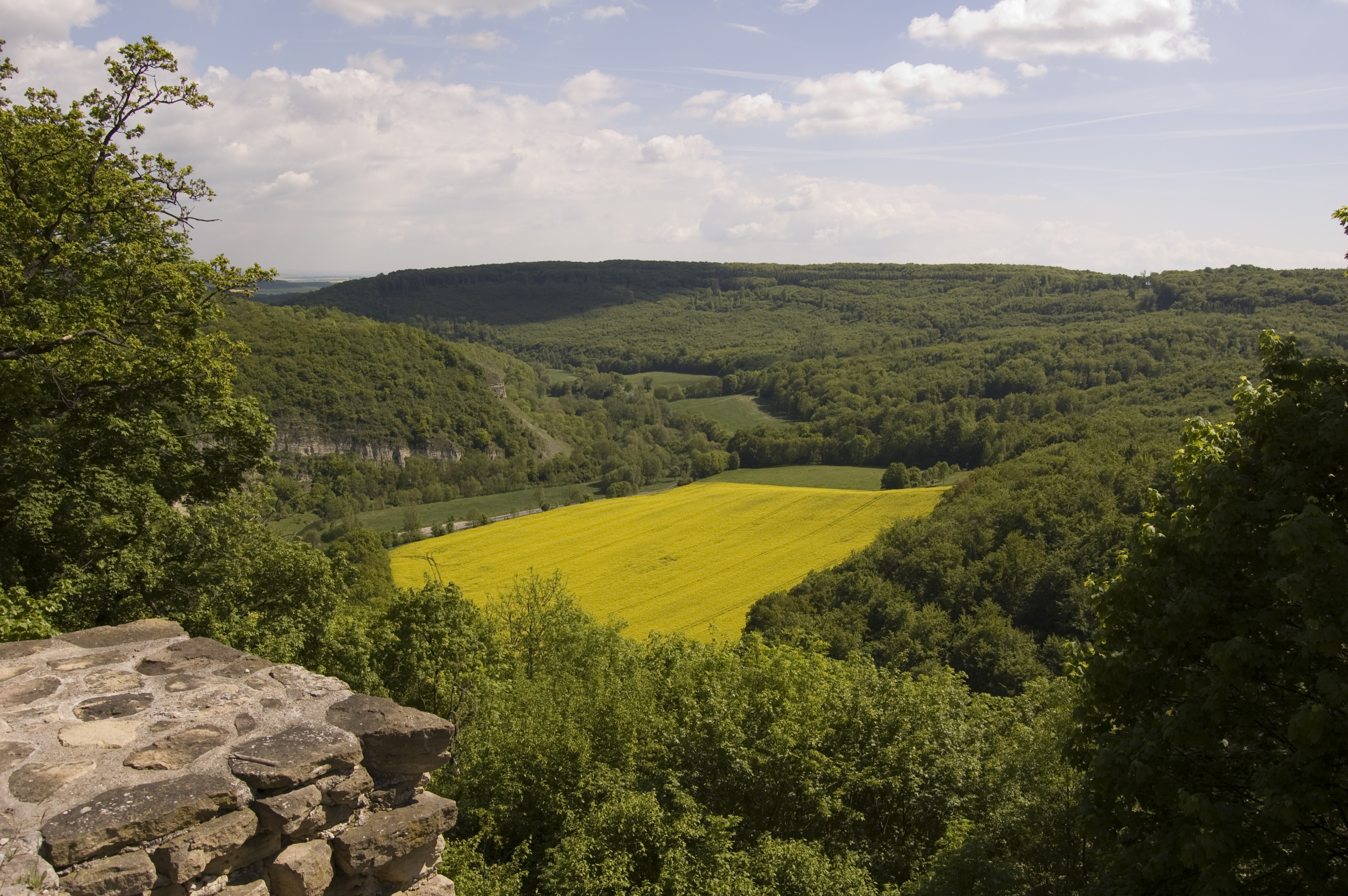
Blick von der Arnsburg ins Wippertal

## Geographie
Der Wipperdurchbruch liegt zwischen den Ortsteilen Seega und Günserode der Gemeinde Kyffhäuserland. Dort durchschneidet die Wipper, ein westlicher Zufluss der Unstrut, den Muschelkalk-Höhenzug Hainleite.
Die Landesstraße L 2290 verbindet die beiden Orte im Talgrund.
Der Schlossberg (353,7 m) und der Pfarrkopf (309,0 m) bilden die beiden Begrenzungen am nördlichen Steilabfall der Hainleite. Mehrere kleine Seitentäler, wie das Ilmental und das Rabental, gliedern die Landschaft in zahlreiche weitere Bergvorsprünge (Kohnstein, Mühlberg).

## Naturschutzgebiet

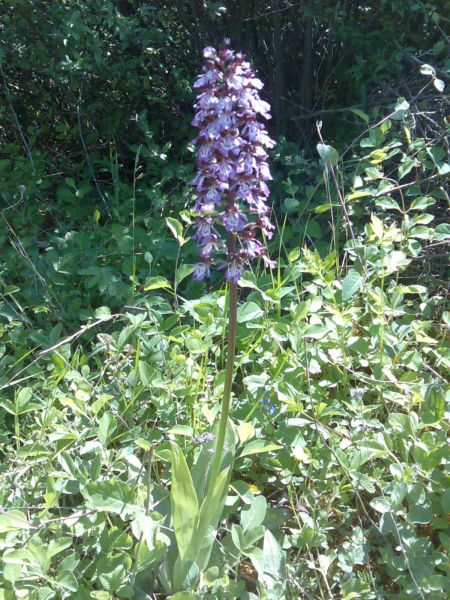
Seltene Orchideenarten findet man im Naturschutzgebiet

Das 631,6 ha große Naturschutzgebiet umfasst die steilen Hänge des Durchbruches und die angrenzenden Hochflächen der Hainleite. Es ist ein Lebensraum für seltene Tier- und Pflanzenarten. Hier befinden sich auch die Bodendenkmale der Arnsburg und des Kohnstein.